# Can't Buy Me Love
"Can't Buy Me Love" er A-siden på det engelske rockband The Beatles' sjette single "Can't Buy Me Love/You Can't Do That", der blev udgivet i Storbritannien den 20. marts 1964 og toppede hitlisterne i Storbritannien, USA, Australien, Irland, New Zealand og Sverige. Sangen var inkluderet på gruppens album A Hard Day's Night og var med i en scene i The Beatles' første film A Hard Day's Night instrueret af Richard Lester. Singlen var den fjerde mest solgte single i 1960'erne.

## Komposition og baggrund
Paul McCartney skrev nummeret mens the Beatles opholdt sig i Paris for at spille koncerter i 18 dage i januar 1964. De boede på hotel "George V", og for at de kunne arbejde med at skrive numre til deres kommende spillefilm A Hard Day's Night havde de fået et opretstående klaver stillet op på hotelværelset. Da The Beatles skulle have en ny single ud til marts, og I Want to Hold Your Hand lå øverst på de amerikanske hitlister, var de under betydeligt pres for at skrive nyt materiale. Paul McCartney skrev også sangen "One And One Is Two" på det samme hotelværelse. Dette nummer blev givet væk til en anden Liverpool-gruppe The Strangers, der udgav det to måneder senere.
Paul McCartney har fortalt:
 "Can't Buy Me Love" er mit forsøg på at skrive en blues-agtig sang. Tanken bag det var, at alle disse materielle ejendele alle er meget gode, men de vil ikke købe mig, hvad jeg virkelig ønsker. Det var en meget fængende sang. Ella Fitzgerald lavede senere en version af den, hvilket jeg var meget beæret over.

John Lennon har udtalt til Playboy:
 Det er fuldstændig Pauls. Måske havde jeg noget med omkvædet at gøre, men jeg ved det ikke. Jeg har altid betragtet det som hans sang.

Amerikanske journalister spurgte i 1966 Paul om nummeret handlede om prostitution. Til det svarede han, at alle sangene var åbne for fortolkning, men at dette forslag dog gik for vidt.

### Struktur og form
Da George Martin første gang hørte "Can't Buy Me Love", følte han, at sangen skulle ændres. Han mente bestemt, at sangen skulle have en intro og en outro ved at tage de første to linjer i omkvædet og ændre slutningen. Det blev omgående accepteret som en god ide.
Sangen er bygget op omkring en traditionel 12-bar blues struktur, men kombinationen i den samme sang af en så traditionel blues-sektion med et omkvæd, intro og outro, der er lige så ikke-bluesagtige, er langt fra rutine, hvilket gør dette nummer virkeligt banebrydende på sin egen stille måde.
Sangens struktur er dog ret almindelig for deres tidlige Beatles-periode, bestående af 'vers/vers/bro/vers' (eller aaba) og derefter gentagelse af et vers som guitarsolo, før broen og tredje vers gentages igen. Når dette bliver Kombineret med en intro og konklusion fra en ændring af broen (på George Martins anmodning), har vi en flot afrundet, genialt skrevet hoppende popsang. Versafsnittet bruger kun de tre standardakkorder i tolvtakts bluesformen: I, IV og V (henholdsvis C-, F- og G-Dur), men introen/outroen bruger i høj grad iii- og vi-akkorderne (e-mol og a-mol).
George Harrisons guitararbejde betragtes som en af hans bedste tidlige Beatles-guitarsoloer. Den fremstår som fuldstændig fri og improviseret, fordi den ikke kun er en gentagelse af versets melodilinje, men den var alligevel virkelig godt indøvet, hvilket fremgår af alle de tilgængelige koncertversioner, vi kan høre i dag.

## Indspilning
"Can't Buy Me Love" blev indspillet den 29. januar 1964, mens The Beatles stadig var i Paris i Pathe Marconi Studios, og nummeret blev som vanlig produceret af George Martin, der var ankommet fra England sammen med lydtekniker Norman Smith. Der blev foretaget fire indspilninger af nummeret, der med den sidste optagelse faktisk kunne betragtes som færdigt på nær enkelte "overdubs" af vokal og guitar. Disse blev foretaget den 25. februar i London. En del ændringer blev foretaget i løbet af disse fire optagelser. Baggrundsvokalerne af John og George blev skrottet helt. Paul McCartney sang også en del mere bluesagtigt, hvilket blev nedtonet i de senere optagelser af sangen. De første to optagelser med det tidlige arrangement blev redigeret til udgivelse på albummet Anthology 1 fra 1996, som omfattede hele Take 2 redigeret med George Harrisons solo fra Take 1.
Denne dag var The Beatles i øvrigt primært booket til at indspille de tysksprogede udgaver "Komm, gib mir deine hand" ("I Want To Hold Your Hand") og "Sie liebt dich" (She Loves You). Dette var, fordi den tyske afdeling af EMI Electrola Gesellschaft havde den opfattelse, at for at kunne sælge Beatles-plader i Tyskland, skulle de indspilles på tysk.
Nummeret blev mono-mixet den 26. februar og stereo-mixet den 10. marts 1964. Mark Lewisohns bog "The Complete Beatles Chronicle" bringer en opdagelse frem vedrørende denne mixnings-session: "Et interessant dokument blev afsløret på EMI i 1991, der antydede, at en 'trommeslager' deltog i denne session kl. 10.00 - 13.00 med hensyn til 'Can't Buy Me Love', hvilket kun kan betyde, at han overdubbede. Han blev betalt et 'Musicians Union' session gebyr ... men hans navn var ikke nævnt i dokumentet."
Tekniker Geoff Emericks bog "Here, There And Everywhere" fra 2006 kaster nyt lys over sagen. Det kan meget vel afsløre identiteten af denne mystiske trommeslager. Med hensyn til masterbåndet til "Can't Buy Me Love", skriver Emerick: "Der var et teknisk problem, der skulle overvindes, da båndet blev bragt tilbage og afspillet i vores studier. Måske fordi det var blevet spolet forkert, havde båndet en krusning i sig, hvilket resulterede i et periodisk tab af diskant på Ringos hi-hat bækken. Der var et enormt tidspres for at få nummeret mixet og leveret til trykning, og på grund af tour-forpligtelser var The Beatles selv utilgængelige, så George (Martin) og Norman (Smith) tog sig selv af at lave en lille kunstnerisk tilpasning." Emerick fortsætter: "Da jeg ivrigt satte mig ind i ingeniørstolen for første gang, begav Norman (Smith) sig ned i studiet for at overdubbe en hastigt opsat hi-hat på et par takter af sangen, mens jeg indspillede ham og samtidig lavede en to-spors til to-spors dub. Takket være Normans betydelige færdigheder som trommeslager blev reparationen lavet hurtigt og problemfrit, og jeg tvivler på, om The Beatles selv nogensinde har opdaget, at deres præstationer var blevet forstærket i det skjulte."

## Udgivelse
"Can't Buy Me Love" blev udgivet i USA den 16. marts 1964 med "You Can't Do That" som B-side. Fire dage senere (den 20. marts) blev den udgivet i Storbritannien tillige med "You Can't Do That" som B-side. Den røg lynhurtigt til tops i både Storbritannien og USA og var The Beatles fjerde nr. 1 i Storbritannien og den tredje i USA.

## Musikere
- John Lennon – akustisk rytmeguitar
- Paul McCartney – tosporet sang, bas
- George Harrison – tosporet singleguitar, tolvstrenget guitar
- Ringo Starr – trommer